# Franz von Roques (Geistlicher)
Franz von Roques (* 10. August 1826 in Marburg/Lahn; † 12. März 1887 in Treysa, heute Schwalmstadt) war Metropolitan und Pfarrer in Treysa, Frankenhain und Neustadt (Hessen) und Pionier der Diakonie in Kurhessen.
Auf seine Anstöße gehen die Hephata Diakonie in Schwalmstadt, das Kurhessische Diakonissenhaus in Kassel und der CVJM-Landesverband Kurhessen-Waldeck zurück.

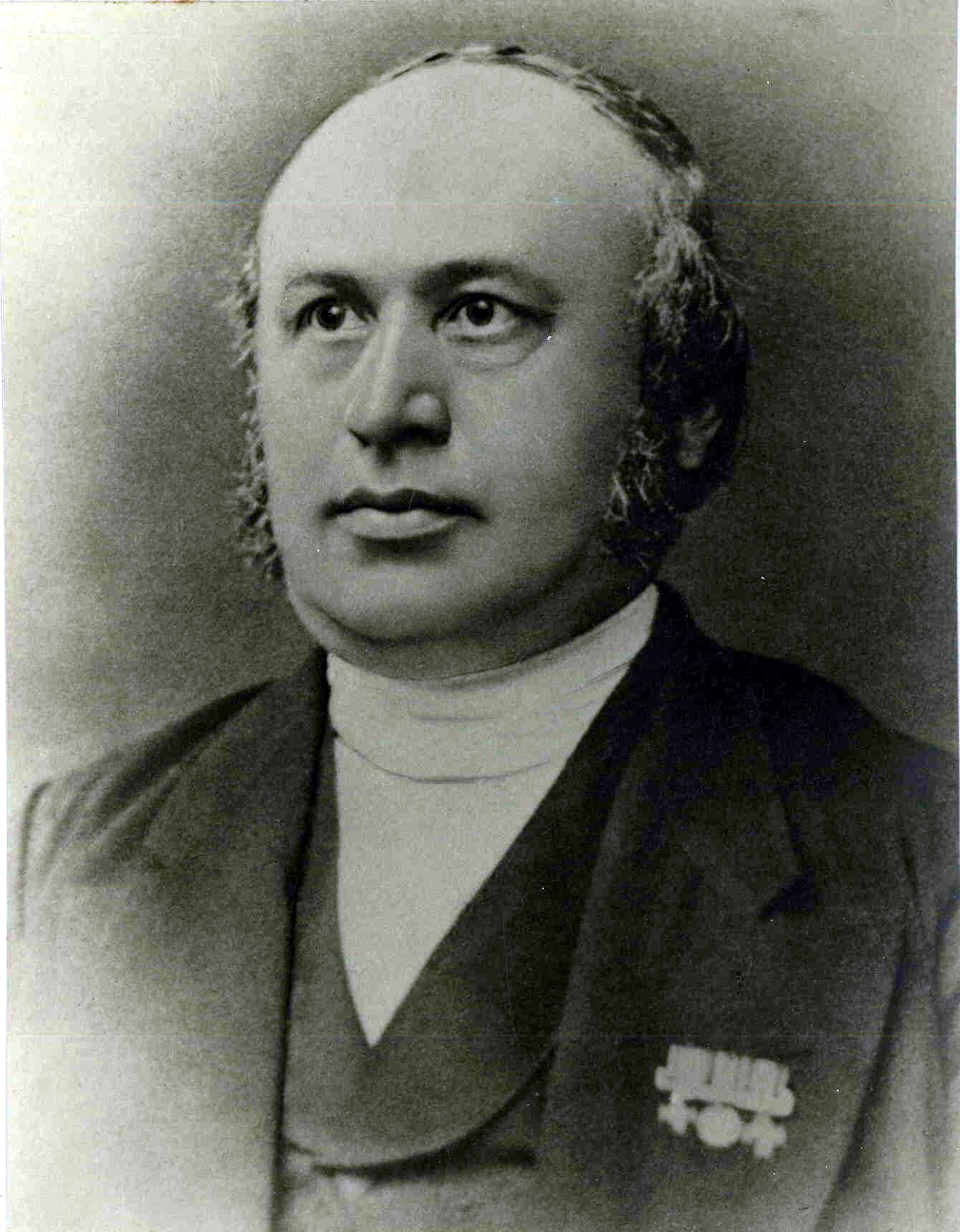
Porträt des Pfarrers Franz von Roques, undatiert

Seit 2010 ist die evangelische Kirchengemeinde an seinem Wirkungsort nach ihm benannt.

## Familie und Beruf
Franz von Roques Stammvater war der Schweizer Pierre Roques und sein Großvater und Vater waren Pfarrer und Metropolitane in Treysa. Franz von Roques wuchs daher in Treysa im Pfarrhaus in der Burggasse auf. Nach dem Studium in Marburg wurde er im September 1851 ordiniert. Anschließend war er Hauslehrer und schon ehrenamtlich vielfach tätig, bevor er im Jahr 1855 Vikar der neu gegründeten evangelischen Gemeinde in Neustadt/Hessen wurde. Ein gutes Jahr später wurde er dazu Pfarrer der zweiten Pfarrstelle in Treysa, nach dem Tod des Vaters im Jahr 1866 sein Nachfolger als erster Pfarrer in Treysa, Pfarrer von Frankenhain und Metropolitan.

## Aufbauleistung bis 1864

### Der Jünglingsverein
Noch vor seiner Ordination, im Juni 1851, gründete Franz von Roques  einen „Jünglingsverein“, der es gleich auf 133 Mitglieder brachte. Abends versammelten sich die jungen Männer, wurden in unterschiedlichen Fächern unterrichtet und diskutierten zu unterschiedlichen Themen.
Von Roques engagierte sich an den Vereinsabenden, aber war vor allem Organisator. Auch in anderen Orten der Region half er, solche Vereine aufzubauen. Er stand im Kontakt mit dem Rheinisch Westfälischen Jünglingsbund in Elberfeld und gründete 1852 den Kurhessischen Landesverband. Der CVJM-Landesverband Kurhessen-Waldeck führt daher Franz von Roques als Begründer. Der von ihm 1852 eingeführte einheitliche Bibelleseplan für alle Jünglingsbünde ist ein Nebenprodukt dieser Arbeit, Keimzelle für heutige Bibellesepläne.

### Die neue evangelische Kirchengemeinde in Neustadt/Hessen
Im katholisch geprägten Neustadt versuchten nach 1850 die wenigen evangelischen Einwohner (gut 150 in Neustadt und weitere knapp 70 in den umliegenden katholischen Dörfern) eine Gemeinde zu organisieren. Von Roques übernahm zunächst nur gegen das Fahrgeld Gottesdienste und weitere Aufgaben, wurde im Jahr 1855 aber offiziell mit der Versorgung des neuen Vikariats beauftragt. Er blieb zwölf Jahre für Neustadt zuständig, neben den Aufgaben in Treysa. Höhepunkt der Wirksamkeit war 1861 die Einweihung der Kirche der jungen Gemeinde.

### Das Arbeits- und Rettungshaus
Ein von Franz von Roques geleitetes Komitee beantragte Ende 1852 bei der städtischen Armenkommission die Einrichtung eines Arbeitshauses im Hainer (Hainaer) Hof, dem damals städtischen Gebäude Burggasse 6. Wer Unterstützung brauchte, musste zum Arbeitshaus kommen und dort arbeiten: „Keine Unterstützung ohne Gegenleistung.“ Gleich zu Beginn kamen hier schon 14 Männer und 10 Frauen zusammen und erledigten Aufgaben wie Holzzerkleinern, Körbeflechten und Spinnen. Im Jahr 1960 waren es schon 57 Erwachsene.
Daneben begann auch im Jahr 1852 eine Rettungsanstalt für verwahrloste Knaben und Waisen, also Straßenkinder. Sie lebten sogar ganz im Hainer Hof, in den von Roques als Hausvater und nach seiner Hochzeit 1855 auch seine Frau als Hausmutter einzog. Hier kamen bis 1860 sogar 41 Kinder zusammen, erhielten Unterkunft, Verpflegung und Kleidung und bekamen nachmittags nach der Volksschule zusätzlichen Unterricht. Franz von Roques blieb Hausvater bis 1857, in den 1860er Jahren war zeitweise eine Diakonisse als Hausmutter tätig.

## Diakonissenhaus und Hephata
Angestoßen von Theodor Fliedner betrieb Franz von Roques die Einrichtung eines Diakonissenhauses in Treysa. Sein Freund Heinrich Heppe verfasste in Absprache mit ihm 1864 einen entsprechenden Aufruf. Schon bei der Gründungsversammlung wurde allerdings heftig diskutiert, ob das kleine Treysa der richtige Standort sei.
Noch im selben Jahr wurde in einer ehemaligen Papiermühle vor der Stadt, dem heutigen Haus Nazareth in Hephata, das kurhessische Diakonissenhaus eröffnet. Das Mutterhaus entwickelte aber an diesem Ort tatsächlich keine Zugkraft und entwickelte sich schleppend, daher wurde es 1880/1883 nach Kassel verlegt, wo es bis heute ist.
In den Gebäuden in Treysa wurde noch vor dem Umzug im Jahr 1877 eine Erziehungsanstalt für verwahrloste Mädchen eingerichtet, die Keimzelle des heutigen Diakoniezentrums Hephata.

## Lebensende
Vom Jahr 1875 an war Franz von Roques durch einen Schlaganfall stark eingeschränkt, versah aber seinen Dienst weiter. Am 12. März 1887 starb er und wurde unter großer Anteilnahme beigesetzt.